# Trbinc
Trbinc je naselje v občini Mirna.
Trbinc je razloženo naselje na istoimenskem hribu jugozahodno od Mirne, nekdaj pa je bilo tod utrjeno prazgodovinsko grobišče, v pozni antiki utrjen kastel, našli pa so tudi prazgodovinske in rimske grobove. Severna ter deloma zahodna stran sta pod gozdom, južna in jugozahodna stran pa pod vinogradi, kjer je mnogo zidanic. Na zahodu se nahaja ozka dolina potoka Vejarja ali Cedilnice, onstran nje pa vinogradniška Gorenjska gora z zidanicami. Na severu je Mirnska dolina, na jugu pa Brezovški hrib, ki se postopoma spušča v dolino potoka Pravharice. Nad to dolino se dviga Irsovec z rudnikom kremena, nasproti rudnika pa se s ceste Trebnje – Mirna odcepi cesta na Trbinc. Opuščene trtne nasade zarašča trava, ljudje pa jih spreminjajo v slabe njive ali v pašnike, zidanice pa preurejajo v počitniške hišice. Jugovzhodni del naselja imenujejo Laze in delno spadajo že k Mirni.